# Serginho Baiano
Serginho Baiano (nacido el 5 de enero de 1978) es un exfutbolista brasileño que se desempeñaba como delantero.
Jugó para clubes como el Bahia, Corinthians Alagoano, Boavista, Paços Ferreira, Nacional, CSA, Oita Trinita, Náutico, Leixões y CRB.

## Trayectoria

### Clubes
| Club                 | País          | Año         |
| -------------------- | ------------- | ----------- |
| Bahia                | Brasil        | 1997 - 1999 |
| ASA                  | Brasil        | 2000        |
| Corinthians Alagoano | Brasil        | 2000 - 2001 |
| Boavista             | Portugal      | 2001 - 2002 |
| Paços Ferreira       | Portugal      | 2003        |
| Nacional             | Portugal      | 2003 - 2006 |
| Jeonnam Dragons      | Corea del Sur | 2005        |
| CSA                  | Brasil        | 2007        |
| Corinthians Alagoano | Brasil        | 2007        |
| Oita Trinita         | Japón         | 2007        |
| América              | Brasil        | 2007        |
| Náutico              | Brasil        | 2007        |
| CSA                  | Brasil        | 2008        |
| Corinthians Alagoano | Brasil        | 2008        |
| Leixões              | Portugal      | 2008 - 2009 |
| Ferroviária          | Brasil        | 2009        |
| ASA                  | Brasil        | 2009        |
| CSA                  | Brasil        | 2009        |
| Fluminense de Feira  | Brasil        | 2009        |
| Santa Helena         | Brasil        | 2010        |
| Treze                | Brasil        | 2010        |
| CRB                  | Brasil        | 2011        |
| Araripina            | Brasil        | 2011        |